# Hurts (musikgrupp)
Hurts är en brittisk syntpopduo från Manchester. Duon består av sångaren Theo Hutchcraft och synthspelaren Adam Anderson. De släppte sin debutsingel "Better Than Love" tidigt 2010.
Deras debutalbum Happiness släpptes 6 september 2010. Albumet innehåller bland annat en duett med Kylie Minogue, "Devotion". 
I september 2010 meddelades att deras turné i Storbritannien var slutsåld. Deras andra studioalbum Exile släpptes 8 mars 2013, det tredje Surrender 9 oktober 2015.

## Diskografi

### Album
| År   | Album | Listplacering | Listplacering | Listplacering | Listplacering | Listplacering | Listplacering | Listplacering | Listplacering | Listplacering | Listplacering | Övrigt                                     |
| År   | Album | UK            | ÖST           | DAN           | FIN           | TYS           | GRE           | IRL           | NLD           | SVE           | SCH           | Övrigt                                     |
| ---- | --- | ------------- | ------------- | ------------- | ------------- | ------------- | ------------- | ------------- | ------------- | ------------- | ------------- | ------------------------------------------ |
| 2010 | Happiness - Släppt: 6 september 2010 - Skivbolag: Major Label, RCA - Format: CD, LP, digital nedladdning | 4             | 2             | 7             | 3             | 2             | 1             | 9             | 18            | 4             | 2             | - BPI: Guld - BVMI: 2x Platina - ÖST: Guld |
| 2013 | Exile - Släppt: 8 mars 2013 - Skivbolag: Major Label - Format: CD, LP, digital nedladdning               | 9             | 4             | 31            | 2             | 3             | —             | 34            | 20            | 17            | 2             | - BVMI: Guld                               |
| 2015 | Surrender - Släppt: 9 oktober 2015 - Skivbolag: Columbia - Format: CD, LP, digital nedladdning           | 12            | 14            | —             | 13            | 8             | —             | 48            | 30            | 47            | 1             |                                            |

### EP
| År   | Album                                  |
| ---- | -------------------------------------- |
| 2010 | The Belle Vue EP - Släppt: 9 juli 2010 |

### Singlar
| År                                                                                        | Singel                                     | Listplacering | Listplacering | Listplacering | Listplacering | Listplacering | Listplacering | Listplacering | Listplacering | Listplacering | Listplacering | Album     |
| År                                                                                        | Singel                                     | UK            | ÖST           | DAN           | FIN           | TYS           | IRL           | NLD           | SVE           | SCH           | EU            | Album     |
| ----------------------------------------------------------------------------------------- | ------------------------------------------ | ------------- | ------------- | ------------- | ------------- | ------------- | ------------- | ------------- | ------------- | ------------- | ------------- | --------- |
| 2010                                                                                      | Better Than Love                           | 50            | —             | —             | —             | —             | —             | 88            | —             | 56            | —             | Happiness |
| 2010                                                                                      | Wonderful Life                             | 21            | 6             | 8             | 15            | 2             | 38            | 83            | 30            | 4             | 10            | Happiness |
| 2010                                                                                      | Stay                                       | 50            | 4             | —             | 22            | 3             | —             | —             | —             | 6             | —             | Happiness |
| 2010                                                                                      | All I Want for Christmas is New Year's Day | —             | 67            | —             | —             | —             | —             | —             | —             | —             | —             |           |
| 2011                                                                                      | Sunday                                     | 57            | —             | —             | —             | —             | —             | —             | —             | —             | —             | Happiness |
| 2011                                                                                      | Illuminated / Better Than Love             | 68            | —             | —             | —             | —             | —             | —             | —             | —             | —             | Happiness |
| "—" visar att singeln antingen inte släpptes i det landet eller inte tog sig in på listan |                                            |               |               |               |               |               |               |               |               |               |               |           |

## Musikvideor
| År   | Titel                                      | Regissör       |
| ---- | ------------------------------------------ | -------------- |
| 2009 | Wonderful Life                             | Hurts          |
| 2010 | Blood, Tears & Gold                        | Hurts          |
| 2010 | Better Than Love                           | W.I.Z.         |
| 2010 | Wonderful Life                             | Dawn Shadforth |
| 2010 | Stay                                       | Dave Windle Ma |
| 2010 | All I Want for Christmas is New Year's Day | Diamond Dogs   |
| 2011 | Sunday                                     | W.I.Z.         |